# Бразилски институт по география и статистика
Бразилският институт по география и статистика, (на португалски: Instituto Brasileiro de Geografia e Estatística, по-известен с акронима IBGE И-Бе-Же-E), е публична фондация към Федералното правителство на Бразилия, създадена през 1934 г. и установена 2 години по-късно под името Национален статистически институт.
Негов основател и главен поддръжник е статистикът Мариу Аугусту Тейшейра ди Фрейтас. Настоящето име датира от 1938 г. Седалището на института се намира в гр. Рио де Жанейро, в едноименния щат. Създаден е за официалното събиране на статистическа информация за Бразилия.
IBGE има отговорности, свързани с природните науки, както и със социалната, демографската и икономическата статистика, включително и преброяването на населението и организиране на информацията, получена от тези преброявания, за доставянето ѝ на органите на държавната власт (федерална, щатска и общинска), както и на други институции и на широката общественост.